# Sophta concavata
Sophta concavata là một loài bướm đêm thuộc họ Noctuidae. Nó được tìm thấy ở Úc.

## Hình ảnh

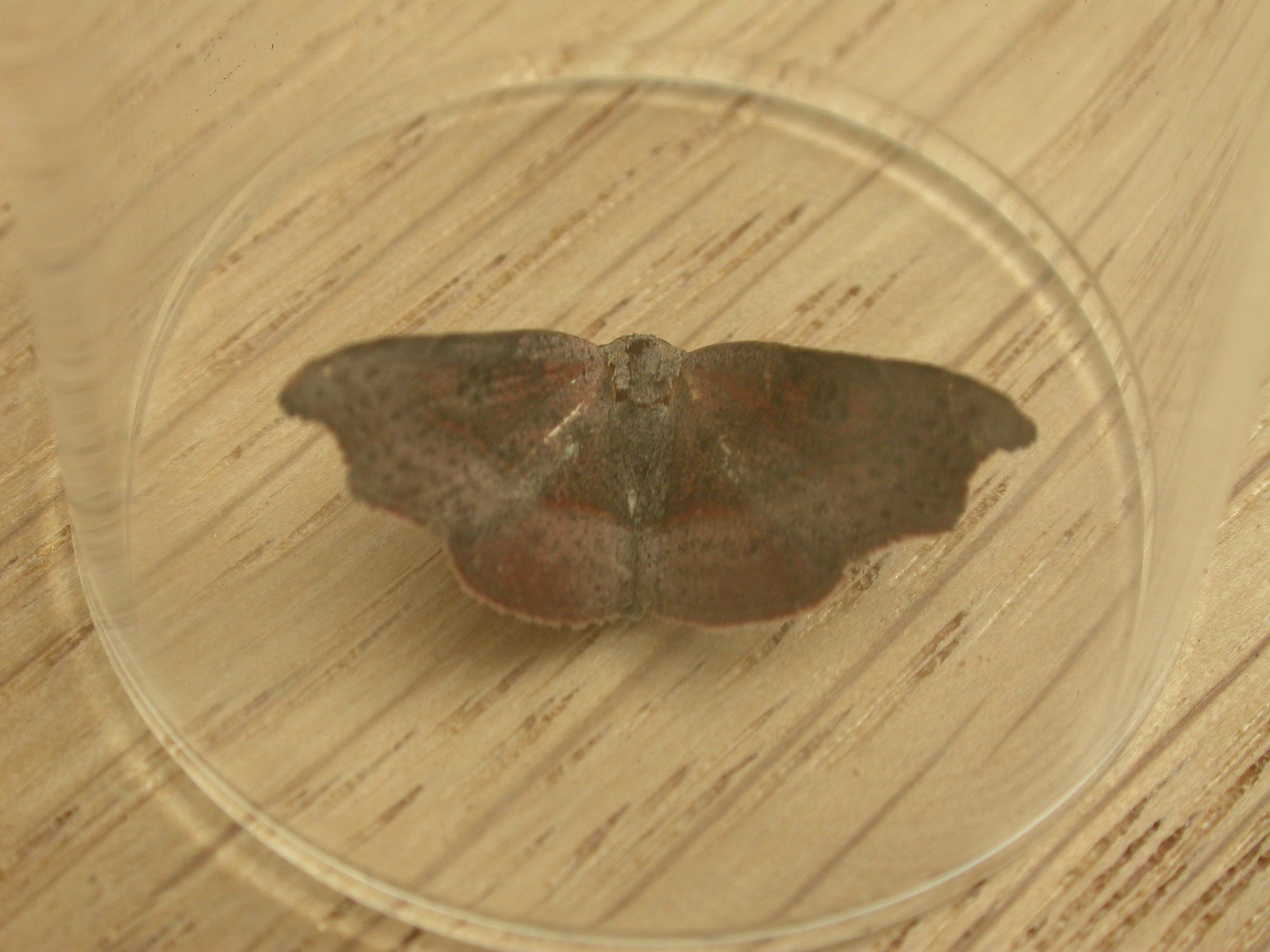
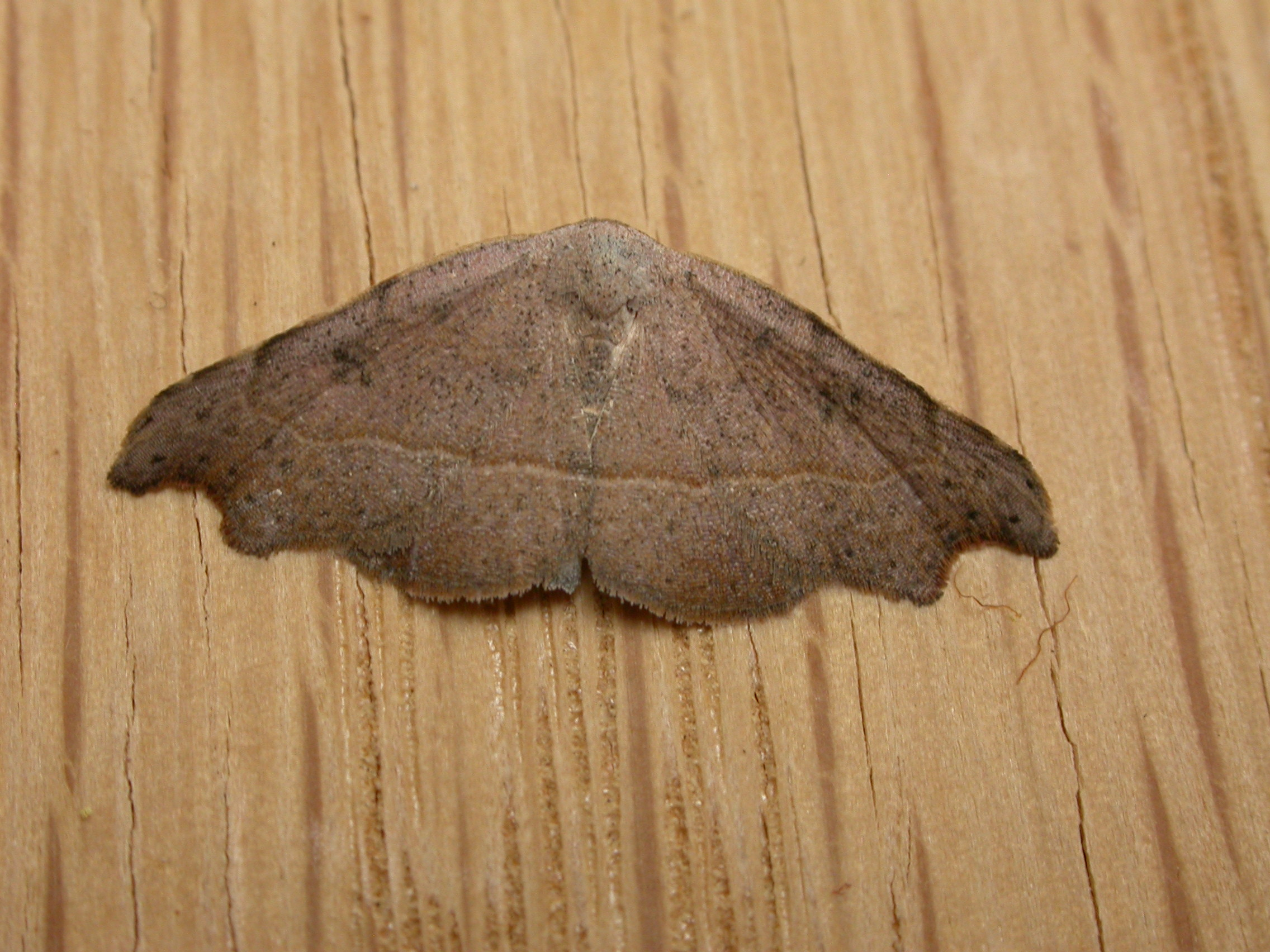